# Tauchiridea pykai
Tauchiridea pykai är en insektsart som beskrevs av Willemse, F.M.H. 1967. Tauchiridea pykai ingår i släktet Tauchiridea och familjen gräshoppor. Inga underarter finns listade i Catalogue of Life.